# 7403-as mellékút (Magyarország)
A 7403-as számú mellékút egy bő hat kilométer hosszú, négy számjegyű országos közút Zala vármegye középső részén. Teljes egészében a megyeszékhely Zalaegerszeg közigazgatási területén húzódik, ahol Bazita városrésznek biztosít összeköttetést északi és déli irányban; emellett még Babosdöbréte egy külterületi településrészének elérésében van szerepe.

## Nyomvonala
A 7401-es útból ágazik ki, annak 1+600-as kilométerszelvénye közelében. Annak az útnak az addig követett irányában indul, délnyugat felé, azonos elnevezéssel – Göcseji út néven –, de nem sokkal ezután már a Becsali út nevet veszi fel. A folytatásban több kisebb irányváltása jön, de nagyjából tartja a kezdeti irányát. 1,3 kilométer után már Bazitai út a neve, a névadó településrészt a 3. kilométere körül éri el. Az egykor önálló község házai hosszan elnyúlva sorakoznak az út mentén, amely csak 4,7 kilométer után lép ki a városrész belterületének Zelefa nevű részéről. Itt már inkább dél felé halad; utolsó szakaszán kiágazik belőle nyugat felé egy számozatlan önkormányzati út, amin a Babosdöbréte külterületi településrészének számító Kökényesmindszentre, illetve onnan tovább egészen a 7407-es útig juthat el az utazó. A 7403-as út a 7401-esbe visszatorkollva ér véget, annak 9+600-as kilométerszelvénye közelében.
Teljes hossza, az országos közutak térképes nyilvántartását szolgáló kira.gov.hu adatbázisa szerint 6,287 kilométer.

## Története
Kutatók szerint már a magyar középkor korai szakaszában is húzódott egy jelentős út ezen a tájon, Zalaegerszeg és Csáktornya között, valahol errefelé. Közülük egy Glaser nevű kutató egy olyan, írásos adatra alapozza feltevéseit, amely az Egerszeg–Kökényes útszakasz létét igazolja. Ez a Kökényes talán a mai Kökényesmindszenttel lehet azonos, ez esetben a hivatkozott út vonalvezetése részben vagy egészben egybeeshetett a 7403-as útéval.
Mivel a zalai dombvidéken az ultrarövid hullámú hírközlés vételi viszonyai elég rosszak, a megyei közútfenntartó 1967-ben, a hójelentések gyorsabb és pontosabb továbbítására összesen 17 mozgó URH eszközt rendszeresített a mérnökségi járműveibe, és ezek kiszolgálására egy átjátszót is felszereltek. Ennek helyét a 7403-as úttól nem messze, a bazitai tévétorony közelében jelölték ki.